# 第4屆金鐘獎
第4屆金鐘獎是1968年台灣廣播界的年度盛事之一，表揚1968年度傑出的台灣廣播藝人。
第15屆之前，金鐘獎採事前公佈得獎名單的方式，因此無「入圍名單」。

## 外部連結
- 57年金鐘獎得獎名單【新聞評論/新聞報導/社會服務節目】 （页面存档备份，存于）.文化部影視及流行音樂產業局.1968-10-10
- 57年金鐘獎得獎名單【廣播劇 / 音樂 / 綜合/ 廣告節目 】 （页面存档备份，存于）.文化部影視及流行音樂產業局.1968-10-10
- 57年金鐘獎得獎名單【教學 / 家庭 / 兒童節目 】 （页面存档备份，存于）.文化部影視及流行音樂產業局.1968-10-10